# Astoria (New York)
Astoria is een wijk van Queens, een van de stadsdelen (boroughs) van New York.

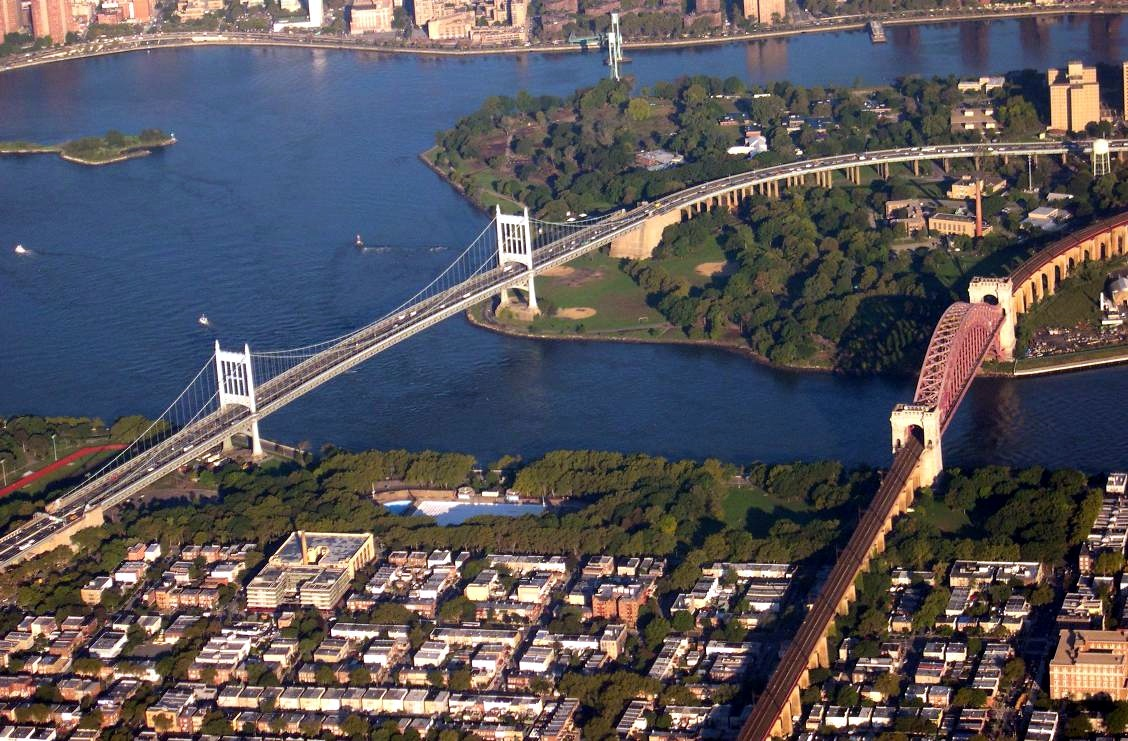
Hell Gate en Triborough Bridges

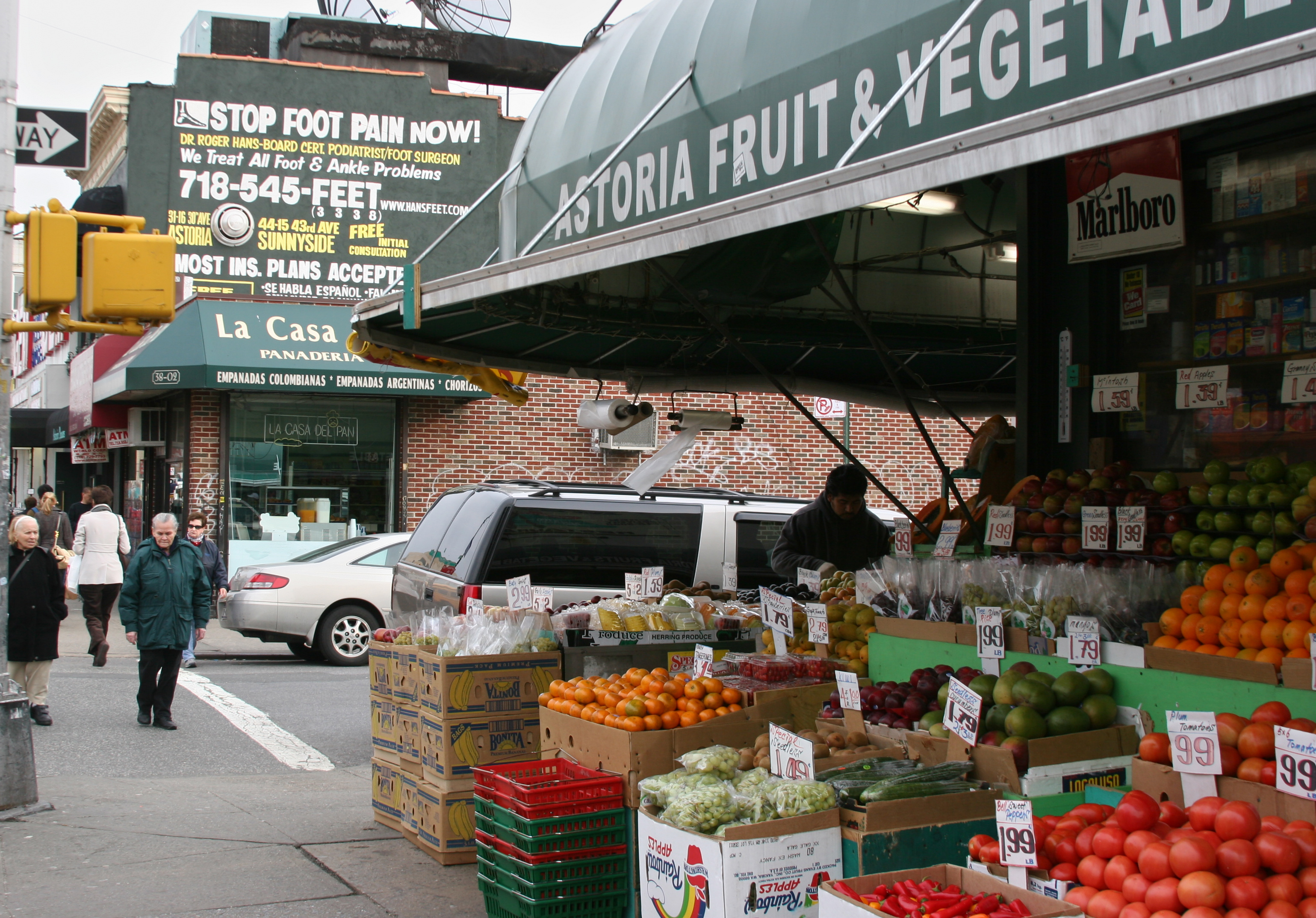
Fruitmarkt in Astoria

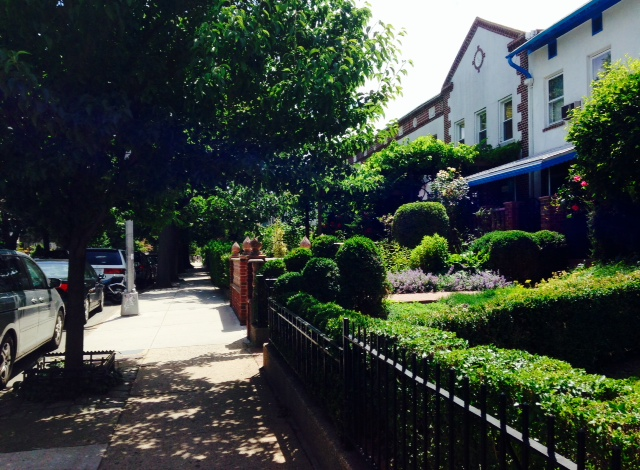
Woonwijk in Astoria

Astoria werd genoemd naar John Jacob Astor, in zijn tijd de rijkste man van de Verenigde Staten, in de hoop hem hier te laten investeren. Voordien heette de wijk Hallett's Cove, naar de eerste lokale landeigenaar William Hallett, die zich hier in 1659 kwam vestigen.

## Geboren in Astoria
- Christopher Walken (1943), acteur en tapdanser
- Ethel Merman (1908-1984), actrice en zangeres
- Eddie Bracken (1915-2002), filmacteur
- Iris Apfel (1921-2024), zakenvrouw en mode-icoon
- Tony Bennett (1926-2023), zanger
- Al Oerter (1936-2007), discuswerper
- Melanie Safka (1947-2024), singer-songwriter
- David Schwimmer (1966), acteur
- Melanie Martinez (1995), zangeres

Astoria · Elmhurst · Flushing · Forest Hills · Howard Beach · Jackson Heights · Jamaica · Long Island City (Dutch Kills) · Rockaway